# Монталенге
Монталенге (итал. Montalenghe) — коммуна в Италии, располагается в регионе Пьемонт, в провинции Турин.
Население составляет 912 человека (2008 г.), плотность населения составляет 152 чел./км². Занимает площадь 6 км². Почтовый индекс — 10090. Телефонный код — 011.
Покровителями коммуны почитаются святые апостолы Пётр и Павел, празднование 29 июня.

## Демография
Динамика населения:

## Администрация коммуны
- Официальный сайт: https://web.archive.org/web/20080905111552/http://www.comunemontalenghe.it/